# بیمارستان سیکینی
بیمارستان سیکینی (به لاتین: Cikini Hospital) یک بیمارستان در اندونزی است که در جاکارتا مرکزی واقع شده‌است.